# Ludmila Komeštíková
Ludmila Komeštíková, coniugata Matušů (Praga, 17 marzo 1963), è un'ex cestista cecoslovacca.

## Carriera
Con la Cecoslovacchia ha disputato due edizioni dei Campionati europei (1981, 1983).